# Sarja

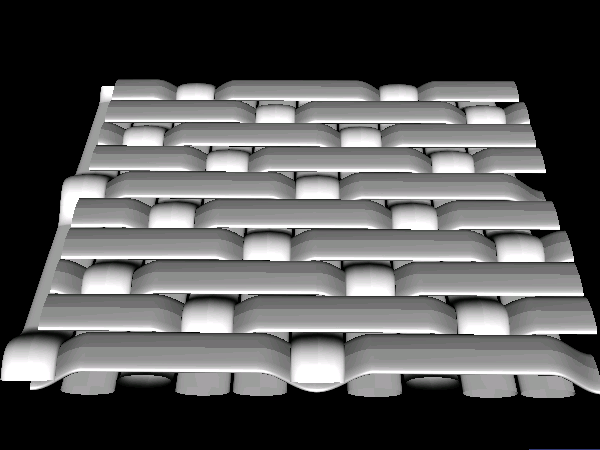
Teixit de sarja

 La sarja  és un teixit amb lligament de sarja, produint les línies diagonals típiques. El lligament s'obté mitjançant un esglaonat, formant ratlles en diagonal. Derivats d'aquest lligament hi ha, entre d'altres, la sarja inversa (lligament de sarja però amb les diagonals en sentit oposat a la direcció normal) i la sarja batàvia (teixits amb derivats de la sarja la xifra base d'evolucions és major que la unitat).
Aquest cordonet  format diagonalment per l'encreuament de l'ordit amb la trama es combina amb més o menys fils i a distàncies iguals o desiguals d'un cordonet  a un altre. D'aquestes combinacions i altres diverses que inventa el fabricant són els diferents noms que es donen a les qualitats de sarja, és a dir:
- Sarja Batàvia
- Sarja doble
- Sarja de dues cares
- Sarja Llevantina
- Sarja romana
- Sarja Virginia
- Sarja senzilla
- Etc

La sarja es fabrica en diversos colors units però principalment, el negre i el blanc. Les aplicacions d'aquest teixit són bastant limitades i el seu principal ús per folres i entreteles.